# Bufadienolídeo
O bufadienolídeo é um esteroide de origem animal, que é produzido por diversos bufonídeos em forma de veneno. Assim como as outras toxinas secretadas por esses animais, ela é cardiotóxica, causando bradicardia, que pode levar a uma parada cardíaca ou a morte, caso haja ingestão ou contato com mucosas por parte desse composto.